# Beverly Hills, Missouri
Beverly Hills är en ort i St. Louis County i Missouri. Vid 2020 års folkräkning hade Beverly Hills 475 invånare.